# Pallada (cruzador de 1906)
O Pallada (Паллада) foi um cruzador blindado operado pela Marinha Imperial Russa e a terceira embarcação da Classe Bayan, depois do Bayan e Admiral Makarov, e seguido por outro Bayan. Sua construção começou em agosto de 1905 no Novo Estaleiro do Almirantado em São Petersburgo e foi lançado ao mar em novembro de 1906, sendo finalizado em fevereiro de 1911. Era armado com uma bateria principal de dois canhões de 203 milímetros em duas torres de artilharia individuais, tinha um deslocamento de sete mil toneladas e alcançava uma velocidade máxima de 21 nós.
O Pallada teve um serviço ativo muito curta, servindo na Frota do Báltico durante toda a sua carreira. A Primeira Guerra Mundial começou em meados de 1914 e logo durante o primeiro mês do conflito ele ajudou a capturar livros de código alemães do cruzador rápido SMS Magdeburg, que tinha encalhado em território russo. Isto permitiu a decodificação de transmissões alemãs. Depois disso o navio realizou patrulhas pelo Báltico, sendo torpedeado pelo submarino alemão SM U-26 em 11 de outubro. Todos os seus tripulantes morreram. Seus destroços foram encontrados em 2000.

## Características

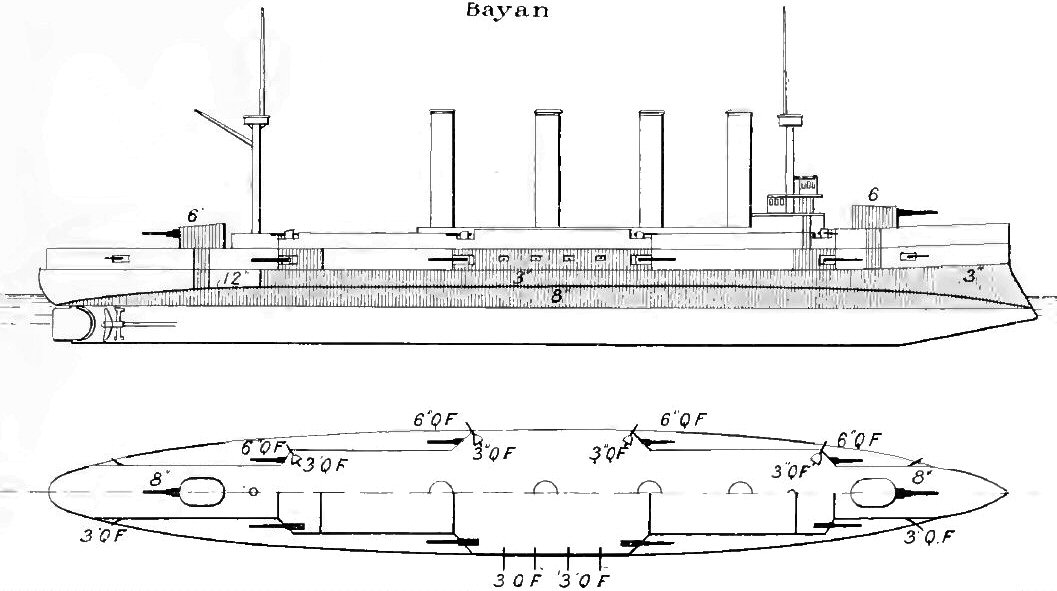
Desenho da Classe Bayan

O Pallada tinha 137 metros de comprimento de fora a fora, boca de 17,5 metros, calado de 6,7 metros e deslocamento de 7 874 toneladas. Seu sistema de propulsão consistia em 26 caldeiras Belleville que alimentavam dois motores verticais de tripla expansão, cada um girando uma hélice. A potência indicada era de 16,7 mil cavalos-vapor (12,3 mil quilowatts) para uma velocidade máxima de 21 nós (39 quilômetros por hora), mas durante seus testes marítimos alcançou 19,7 mil cavalos-vapor (14 410 quilowatts) para 22,55 nós (41,76 quilômetros por hora). Sua tripulação tinha 568 oficiais e marinheiros.
O armamento principal era de dois canhões de 203 milímetros em duas torres de artilharia únicas, uma à vante e outra à ré. A bateria secundária era de oito canhões de 152 milímetros em casamatas nas laterais do casco. A defesa contra barcos torpedeiros consistia em vinte canhões de 75 milímetros em casamatas e montagens giratórias, mais quatro canhões Hotchkiss de 47 milímetros. Também tinha dois tubos de torpedo submersos de 457 milímetros. A blindagem era feita de aço Krupp e seu cinturão tinha de noventa a 175 milímetros de espessura. O convés tinha cinquenta milímetros, já as casamatas eram protegidas por uma camada de sessenta milímetros. As torres de artilharia tinham laterais de 132 milímetros, enquanto a torre de comando tinha paredes de 136 milímetros.

## Carreira
A construção do Pallada começou em 24 de junho de 1905 no Novo Estaleiro do Almirantado em São Petersburgo, porém seu batimento de quilha formal só foi ocorreu em agosto, sendo lançado ao mar em 10 de novembro de 1906. Foi nomeado em homenagem ao cruzador protegido Pallada, capturado na Guerra Russo-Japonesa; ambos derivavam seu nome da deusa grega Palas Atena. Foi finalizado em 1911, sendo colocado na Frota do Báltico.
A Primeira Guerra Mundial começou em julho de 1914 e em 26 de agosto o cruzador rápido alemão SMS Magdeburg encalhou perto da ilha russa de Odensholm, no Golfo da Finlândia. O barco torpedeiro SMS V-26, sua escolta, não conseguiu libertá-lo e regatou apenas parte de sua tripulação antes do Pallada e do cruzador protegido Bogatyr aparecerem a começarem a atirar. Os alemães explodiram a proa do seu navio, mas não conseguiram demolir o resto. Também não destruíram seus livros de códigos, que foram encontrados pelos russos. Uma cópia foi depois entregue aos britânicos e isto foi extremamente útil para a decodificação de boa parte das transmissões alemãs pelo restante da guerra. O Pallada e o cruzador blindado Rurik fizeram uma surtida na noite seguinte em busca de navios alemães entre Bornholm e Danzig, mas sem sucesso. O Pallada acabou torpedeado pelo submarino SM U-26 em 11 de outubro, explodindo e afundando com todos os seus tripulantes. Foi o primeiro navio de guerra russo afundado na guerra.
Seus destroços foram encontrados em 2000 por mergulhadores finlandeses, mas isto só foi revelado em 2012. Ele está emborcado e partido ao meio por conta da explosão que o afundou, mas com elementos ainda reconhecíveis como sua hélice e um dos canhões. Foi relatado em 2013 que os destroços tinham sido saqueados.